# Гогаз
Гогаз (рос. Гогаз) — село Ахтинського району, Дагестану Росії. Входить до складу муніципального утворення Сільрада Хрюзька.
Населення — 481 (2010).

## Населення
За даними перепису населення 2002 року в селі мешкало 825 осіб. У тому числі 413 (50,06 %) чоловіків та 412 (49,94 %) жінок.
Переважна більшість мешканців — лезгини (100 % від усіх мешканців). У селі переважає лезгинська мова.